# Pomnik Białoruskich Pilotów w Małęczynie
Pomnik Białoruskich Pilotów w Małęczynie – kamień pamiątkowy odsłonięty 11 kwietnia 2010 roku w Małęczynie w powiecie radomskim. Upamiętnia dwóch białoruskich pilotów, którzy zginęli w 2009 roku w katastrofie myśliwca Su-27 podczas X Międzynarodowych Pokazów Lotniczych Air Show w Radomiu: płk. Alaksandra Marfickiego oraz płk. Alaksandra Żuraulewicza.

## Historia
Pomnik postawiono z inicjatywy mieszkańców wsi Małęczyn oraz miejscowego proboszcza w odległości ok. 100 m od miejsca katastrofy. 28 września 2009 roku zamiar wzniesienia pomnika pozytywnie zaopiniowała Rada Gminy Gózd, podejmując uchwałę w tej sprawie. W uchwale tej znalazł się zapis, że pomnik ma upamiętniać tragiczną i bohaterską śmierć załogi białoruskiego myśliwca Su-27. W trakcie uroczystości odsłonięcia pomnika zarówno przedstawiciel lokalnej społeczności, wójt gminy Gózd Adam Jabłoński, jak i szef sztabu – zastępca dowódcy Sił Powietrznych RP gen. dyw. pil. Krzysztof Załęski, wyrazili opinię, że piloci – odmawiając katapultowania się i wyprowadzając maszynę poza obszar wsi – uniknęli jej upadku na obszar zabudowany.
Pomnik został poświęcony w dzień po katastrofie rządowego Tu-154 w Smoleńsku przez biskupa radomskiego Henryka Tomasika oraz biskupa prawosławnego ks. płk. Michała Dudicza, zastępcę prawosławnego ordynariusza Wojska Polskiego. Do zaplanowanego udziału dowódcy Sił Powietrznych RP gen. broni pil. Andrzeja Błasika oraz prawosławnego ordynariusza polowego RP ks. abp. Mirona Chodakowskiego nie doszło wskutek śmierci tych osób w katastrofie smoleńskiej. W uroczystości wzięli udział także dowódca Sił Powietrznych Republiki Białorusi gen. mjr Ihar Azaronak i dowódca 61. Bazy Lotnictwa Myśliwskiego w Baranowiczach Juryj Warabjou wraz z delegacją białoruskich Sił Powietrznych, wdowy po lotnikach, przedstawiciele korpusu dyplomatycznego z ambasadorem Białorusi w Polsce Wiktarem Hajsionkiem oraz władze miasta Radomia. Na zakończenie uroczystości, w której uczestniczyła Kompania Reprezentacyjna Sił Powietrznych RP i orkiestra wojskowa z Dęblina, nad miejscem katastrofy lot pamięci odbył Zespół Akrobacyjny „Orlik”. Uczestnicy uroczystości uczcili dwiema minutami ciszy pamięć zmarłych białoruskich pilotów, a także ofiar katastrofy w Smoleńsku.
O uroczystości odsłonięcia pomnika pisały media polskie i białoruskie.
30 sierpnia 2010 roku, w pierwszą rocznicę katastrofy podczas Radom Air Show 2009, w cerkwi w Radomiu odbyła się msza za zmarłych lotników, koncelebrowana przez Dziekana Prawosławnego Sił Powietrznych RP, ks. płk. Aleksego Andrejuka, w której wzięli udział przedstawiciele Ambasady Białorusi w Polsce, delegacja polskich Sił Powietrznych z gen. bryg. pil. Tomaszem Drewniakiem, przedstawiciele władz miasta Radomia i gminy Gózd, a także wdowy po pilotach płk. Alaksandrze Marfickim i płk. Alaksandrze Żuraulewiczu oraz członkowie ich rodzin; następnie uczestnicy uroczystości udali się pod pomnik w Małęczynie, gdzie członkowie rodzin pilotów oraz poszczególne delegacje złożyły wieńce. Zgromadzeni udali się na miejsce katastrofy, gdzie Swiatłana Żuraulewicz, wdowa po płk. Alaksandrze Żuraulewiczu, podziękowała wszystkim w Polsce za dobre słowa oraz życzliwość.

## Wygląd pomnika
Pomnik, zaprojektowany przez Annę Rudnicką i wykonany z szarego granitu strzegomskiego, ma postać kamienia pamiątkowego o wysokości ok. 2 m, w którym wyrzeźbiono sylwetkę myśliwca Su-27; w głazie znajduje się otwór w kształcie krzyża łacińskiego z wkomponowanym krzyżem prawosławnym. W podstawę krzyża prawosławnego wmurowano łopatkę z silnika rozbitego samolotu. Obok wyrzeźbionego wizerunku samolotu znajduje się dwujęzyczna tablica upamiętniająca płk. Alaksandra Marfickiego oraz płk. Alaksandra Żuraulewicza.